# UMTS
Universal Mobile Telecommunications System (UMTS) este unul din standardele generației a treia de comunicație radio mobilă 3G. 
UMTS utilizează un spectru radio mai larg, permițând transmiterea mai multor date la viteze mai mari.
Pentru a diferenția UMTS de celelalte tehnologii de rețea, UMTS mai este numit și 3GSM, subliniind combinația dintre o natură 3G a tehnologiei și standardele GSM, care sunt proiectate să fie folosite și în următoarea generație de standarde de telefonie mobilă.

## Cum funcționează rețeaua UMTS

### Arhitectura rețelei de bază
UMTS este format din 3 părți majore: 
- Echipamentul utilizatorului: Dispozitivele mobile (de obicei telefoanele) utilizate de abonații companiei de telefonie mobilă (ISP);
- Rețeaua de acces: Include stațiile de bază (Node Bs) și controlere (controlerele de rețea radio sau RNC-uri);
- Rețeaua de bază: Gestionează rutarea apelurilor, autentificarea și alte servicii;

### Tehnologia WCDMA
UMTS utilizează WCDMA (Wideband Code Division Multiple Access) ca tehnologie de bază.
WCDMA permite mai multor utilizatori să împartă aceeași bandă de frecvență în același timp.

### Sistem cu comutare de pachete
UMTS se bazează pe un sistem cu comutare de pachete, unde dispozitivele celulare trimit "pachete" mici de date la o destinație.
Această tehnologie este diferită față de rețelele cu comutare de circuit care necesită o conexiune punct-la-punct dedicată pentru apeluri de voce.
Sistemul cu comutare de pachete permite un transfer de date eficient și utilizarea mai bună a resurselor de rețea.

## Caracteristicile rețelei UMTS
- UMTS ar putea fi o componentă a standardului IMT-2000 al Universal Broadcast Communications Union (ITU), creat de 3GPP;
- Utilizează o interfață acces multiplu cu diviziune de cod în bandă largă (W-CDMA);
- Oferă acces la transmisiune de conținut, apeluri voce mai calitative, video și multimedia;
- Oferă o capacitate mai înaltă de transmisie la operatori portabili (comparativ cu rețelele anterioare);
- Oferă viteze maxime de 2mbps.
- Pentru HSDPA rata de date este de până la 7.2mbit/s (viteză de download);[2]